# ترابيس بيردس
ترابيس بيردس (وُلدت في عام ١٩٩٠ في مدريد) هو الاسم الفني لمغنية وكاتبة أغاني إسبانية.

## السيرة الذاتية
في عام ٢٠١٠، وفي عمر التاسعة عشر، نشأت ترابيس بيردس من وسط أزمة وجودية. بمساعدة جيتار قديم عُثر عليه في المنزل، تعلمت العزف وتأليف أغانيها الخاصة التي كانت تسمعها فقط اختها التوأم.
عندما كانت صغيرة كانت تقدم كتاباتها في منافسات أدبية وقد حصلت على جائزة المركز الأول في العديد من المرات. درست تصميم الرسوميات وبفضله تمكن من تحمل تكاليف دراسة الموسيقى.
و في عام ٢٠١٢ وقفت للمرة الأولى أمام الجمهور وبحلول عام ٢٠١٦ أصدرت أول شريط لها تحت عنوان Año X (العام إكس) وكان ذلك بفضل التمويل الجماعي أو تمويل جماعي.
في عام ٢٠١٨ وقعت مع شركة إنتاج قد أبدت إهتمامها بها بعد سماع جزء من أغنيتها Coyotes (قيوط) على شبكة التواصل الاجتماعى وهذه الأغنية كانت الموضوع الرئيسي لمسلسل El embarcadero  الإسباني وتعد بمثابة الدفعة الأولى والأكبر في مسيرتها الموسيقية.
في عام ٢٠١٩ دُعيت للمشاركة في ألبوم بعنوان "Tributo a Sabina. Ni tan joven ni tan viejo" (تحية لسابينا؛ ليس صغيراً ولا كبيراً جداً بالسن) وفي هذا العمل الذي يعد بمثابة تكريم ل خواكين سابينا، قام العديد من الفنانين ومن بينهم أليخاندرو سانث وآمارال و روبي إنييستا وبانيسا مارتين وغيرهم بغناء أغنياته الأكثر شهرة.
و قامت ترابيس بيردس بتقديم أغنية "19días y 500noches después" (بعد تسعة عشر يوماً وخمسمائة ليلة) المكتوبة بواسطة بنخامين برادو (أحد الأصدقاء المقربين للمغني)
والتي يتحدث فيها عن ماريا، الفتاة ذات الجبين العالي واللسان الطويل والتنورة القصيرة والتي تروي وجهة نظرها في العلاقة التي تحدث عنها سابينا في أغنيته «تسعة عشر يوماً وخمسمائة ليلة» في ألبومه الذي يحمل اسمه.
و قالت ترابيس بيردس:«انا الأقل شهرة وبفارق كبير وانهم تحدثو معي لتقديم الأغنية الحديثة الوحيدة في الألبوم وهي نسخة من أغنية 19días y500 nochesو حتى اللحظات الأخيرة لم نكن نعلم إذ سيسمح لنا سابينا بنشرها ام لا».
و في عام ٢٠٢١ بالتعاون مع شركة إنتاج جديدة أطلقت عملها الثاني La Costa de los Mosquitos (ساحل البعوض) وأنتجه ألبارو إسبينوسا. وأيضاً اُطلقت الصفحة المذهلة لترابيس Lord Cah وإطلاقها قد أُجل في عام ٢٠٢٠ بسبب جائحة فيروس كورونا Covid_19.

## ألبومات
Año X العام إكس
تاريخ الإصدار ٢٠١٦
La costa de los mosquitos ساحل البعوض
تاريخ الإصدار ٢٠٢١

## التعاونات
Siempre te pedí لطالما أردتك
مع لا بيجاتينا  La pegatina
duérmete فلتَنَم
مع تو أوترو بونيتو. Tu otro bonito
Erosión التعرية
مع كلوب ديل ريو Club Del Río
Lo bueno الأمر الجيد
مع مويردو Muerdo
Tanananá
مع كيبين جوانسون.